# Bartholomäus Bruyn

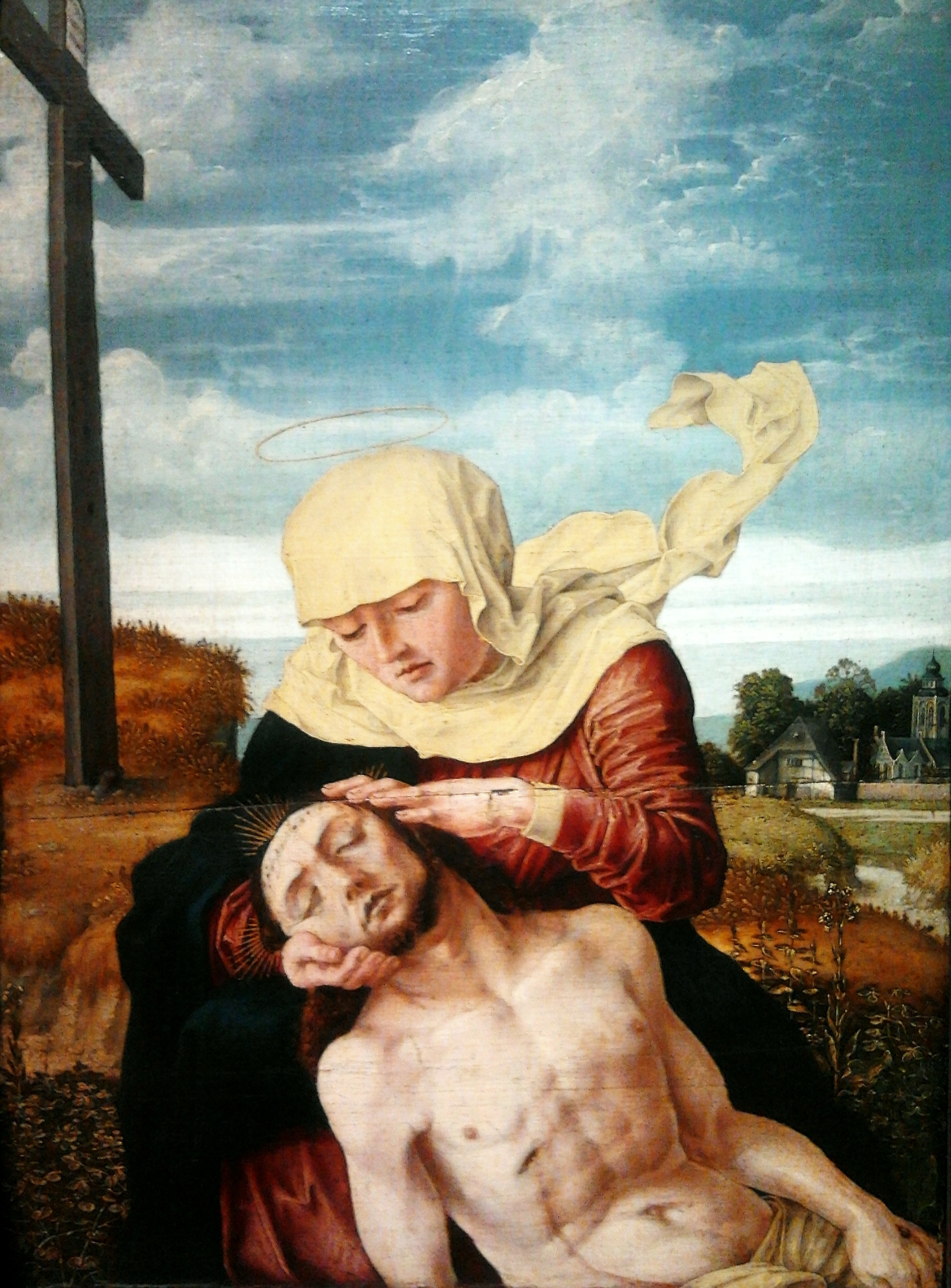
Pietà Muzeum Narodowe w Warszawie

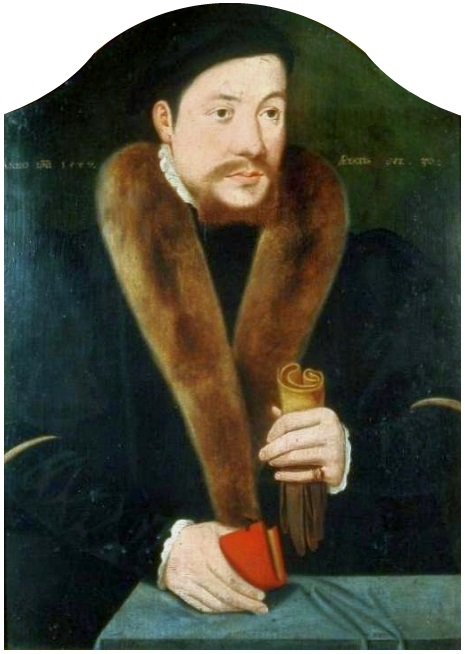
Portret mężczyzny (1537), Muzeum Czartoryskich w Krakowie

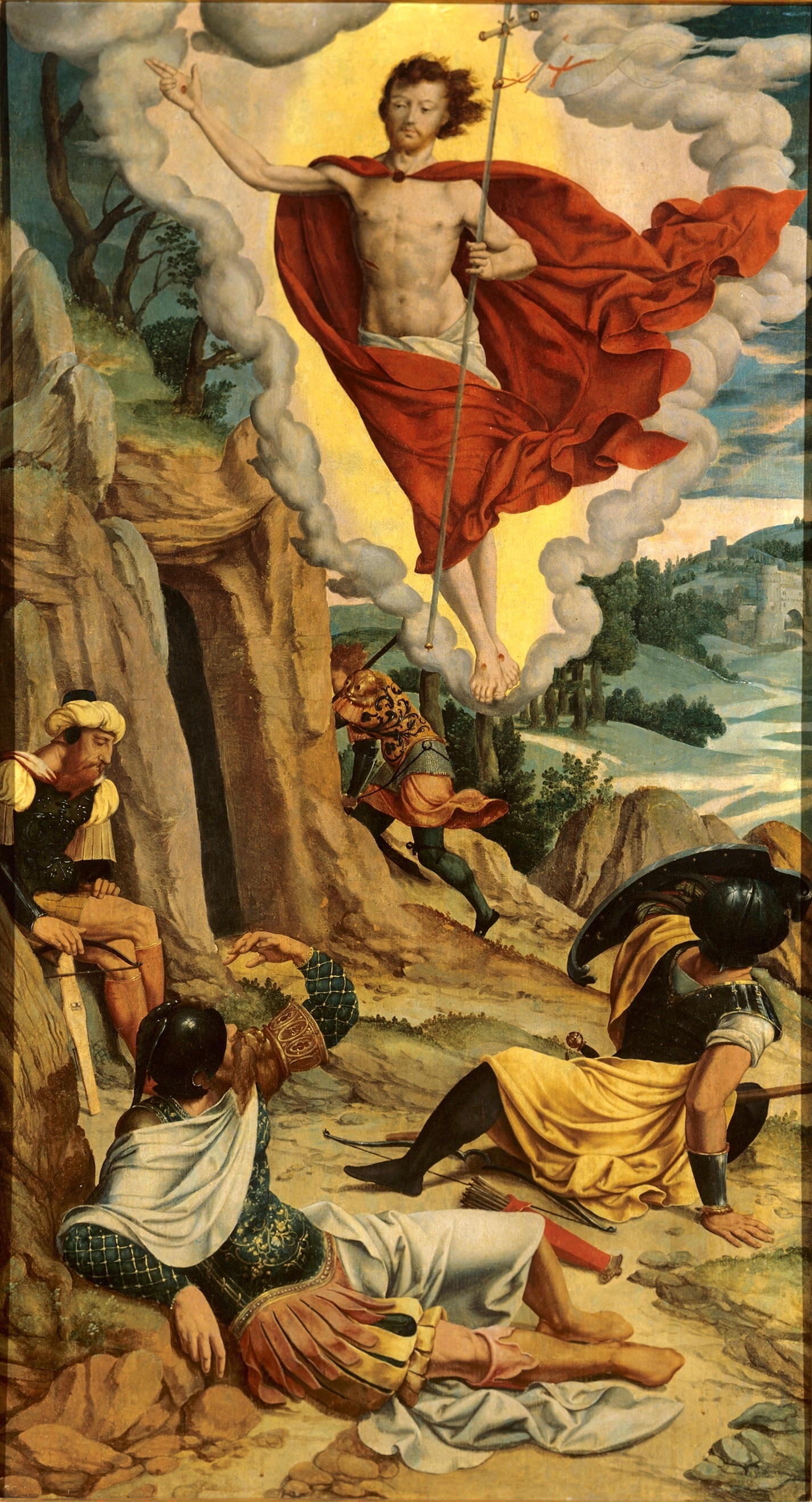
Zmartwychwstanie (1530-1540), Zamek Królewski na Wawelu, Kraków

Bartholomäus lub Barthel Bruyn (starszy) (ur. ok. 1493 w Wesel, zm. 22 kwietnia 1555 w Kolonii) – niemiecki malarz okresu renesansu. 

## Życie
Był uczniem swojego krewniaka Jana Joesta van Kalkar, u którego terminował ok. 1506. Na jego rozwój artystyczny duży wpływ wywarł również przyjaciel Joos van Cleve. Od 1512 działał w Kolonii, gdzie pracował w warsztacie mistrza z zakonu św. Seweryna. Usamodzielnił się w 1515. W 1547 został rajcą. W 1522 przebywał na dworze księżnej Marii w Düsseldorfie. W późniejszym okresie uległ wpływom Jana van Scorela i Maartena van Heemskercka wypracowując swój własny styl, w którym na czoło wysunęły się elementy manierystyczne. 
Jego dwaj synowie Arnold i Barthel (1530 - przed 1610) również byli malarzami.  

## Twórczość
Malował liczne portrety (zachowało się ich ponad sto) i obrazy ołtarzowe m.in. dla kolońskich kościołów Św. Seweryna i Św. Andrzeja oraz katedry w Xanten. Jego portrety cechuje małe zróżnicowanie pod względem kompozycyjnym, trafna charakterystyka psychologiczna postaci oraz wysoki poziom warsztatowy (precyzyjny rysunek detali, zwłaszcza kunsztownych strojów i klejnotów). 

### Bartholomäus Bruyn w zbiorach polskich
- Chrystus ukazujący się Marii Magdalenie -  67 × 32,5 cm, Muzeum Narodowe w Warszawie
- Pietà -  57 × 41,5 cm, Muzeum Narodowe w Warszawie
- Portret mężczyzny -  47,5 x 33,8 cm, Muzeum Czartoryskich w Krakowie
- Święty Bartłomiej z donatorką -  81 x 25,5 cm, Kaplica przy Sali pod Ptakami, Zamek Królewski na Wawelu, Kraków
- Święty Piotr z donatorem -  80 x 26 cm, Kaplica przy Sali pod Ptakami, Zamek Królewski na Wawelu, Kraków
- Zmartwychwstanie -  Kaplica przy Sali pod Ptakami, Zamek Królewski na Wawelu, Kraków
- Zwiastowanie -  67 × 32,5 cm, Muzeum Narodowe w Warszawie

### Wybrane dzieła
- Adoracja Dzieciątka -  ok. 1520, 62,5 x 55,5 cm, Museo Thyssen-Bornemisza, Madryt
- Ołtarz z Essen -  1522-25, Katedra, Essen 
  - Narodziny Chrystusa, Pokłon Trzech Króli  (strona wewnętrzna) 
  - Ukrzyżowanie, Opłakiwanie  (strona zewnętrzna)
- Portret mężczyzny  1524, 62,3 x 52,5 cm, Kunsthistorisches Museum, Wiedeń
- Johannes von Reidt, burmistrz Kolonii  1525, 63,2 x 45,9 cm, Gemäldegalerie, Berlin
- Zwiastowanie -  1525-30, 112 x 91 cm, Wallraf-Richartz-Museum, Kolonia
- Uczony Petrus von Clapis -  1528, 37 x 26 cm, Muzeum Sztuk Pięknych w Budapeszcie
- Portret mężczyzny z trzema synami -  ok. 1530, 76 x 46 cm, Ermitaż, Sankt Petersburg
- Kardynał Bernhardus Clesius -  po 1530, 62,2  x 45,5 cm, Kunsthistorisches Museum, Wiedeń
- Portret mężczyzny z czaszką -  1531, 63,5  x 46,5 cm, Kunsthistorisches Museum, Wiedeń
- Portret Johanna Helmana -  ok. 1533, 49,5 x 32 cm, Museum der Bildenden Künste, Lipsk
- Portret mężczyzny -  ok. 1534, 36,2 x 24,8 cm, National Gallery w Londynie
- Ukamienowanie św. Szczepana -  1535, 29 x 89 cm, Wallraf-Richartz-Museum, Kolonia
- Burmistrz Arnold von Brauweiler -  1535, 57 x 39 cm, Wallraf-Richartz-Museum, Kolonia
- Chrystus na krzyżu -  1535-40, 61,5 x 59,5 cm, Gemäldegalerie, Berlin
- Pokłon Trzech Króli -  159 x 84 cm, Wallraf-Richartz-Museum, Kolonia
- Portret mężczyzny -  1538-39,  35 x 26 cm, Museo Thyssen-Bornemisza, Madryt
- Portret młodej dziewczyny -  ok. 1538, 34,5 × 24 cm, Mauritshuis, Haga
- Portret kobiety z córką -  ok. 1540, 77 x 46 cm, Ermitaż, Sankt Petersburg
- Portret kobiety -  1542, 68 x 49 cm, Galleria Sabauda, Turyn
- Ecce Homo -  1545-50, 70,3 x 49 cm, Museum der Bildenden Künste, Lipsk
- Ołtarz Ukrzyżowania -  1548, Katedra św. Piotra i Najświętszej Marii Panny w Kolonii
- Heinrich Salsburg -  1549, 82 x 55 cm, Gemäldegalerie, Berlin
- Helena Salsburg -  1549, 82 x 55 cm, Gemäldegalerie, Berlin
- Portret młodego mężczyzny z rękawiczkami -  1550, 43,5 x 30 cm, Kunsthistorisches Museum, Wiedeń
- Portret mężczyzny z czaszką -  1550-55, 63 x 47,3 cm, Gemäldegalerie, Berlin
- Tryptyk Ostatniej Wieczerzy -  ok. 1550-55, Kościół Świętego Seweryna w Kolonii 
  - Ostatnia Wieczerza   (część środkowa) 
  - Zbieranie manny, Ofiara Melchizedecha   (skrzydła)
- Martwa natura wanitatywna (na odwrocie Portretu Jane-Loyse Tissiera) -   61 x 51 cm, Rijksmuseum Kröller-Müller, Otterlo

## Galeria

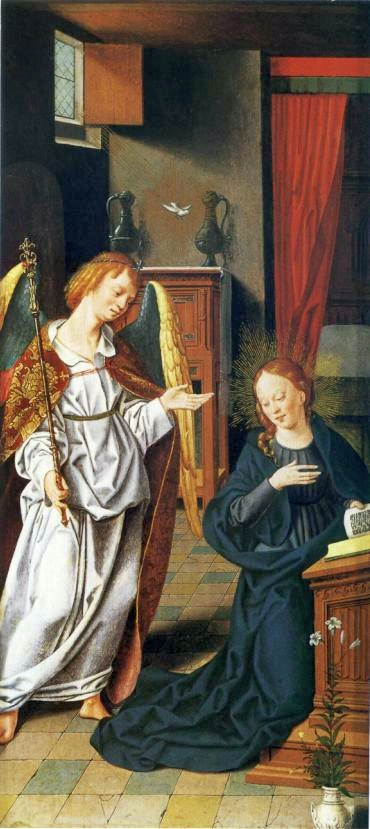
Zwiastowanie (1515-1525), Muzeum Narodowe w Warszawie
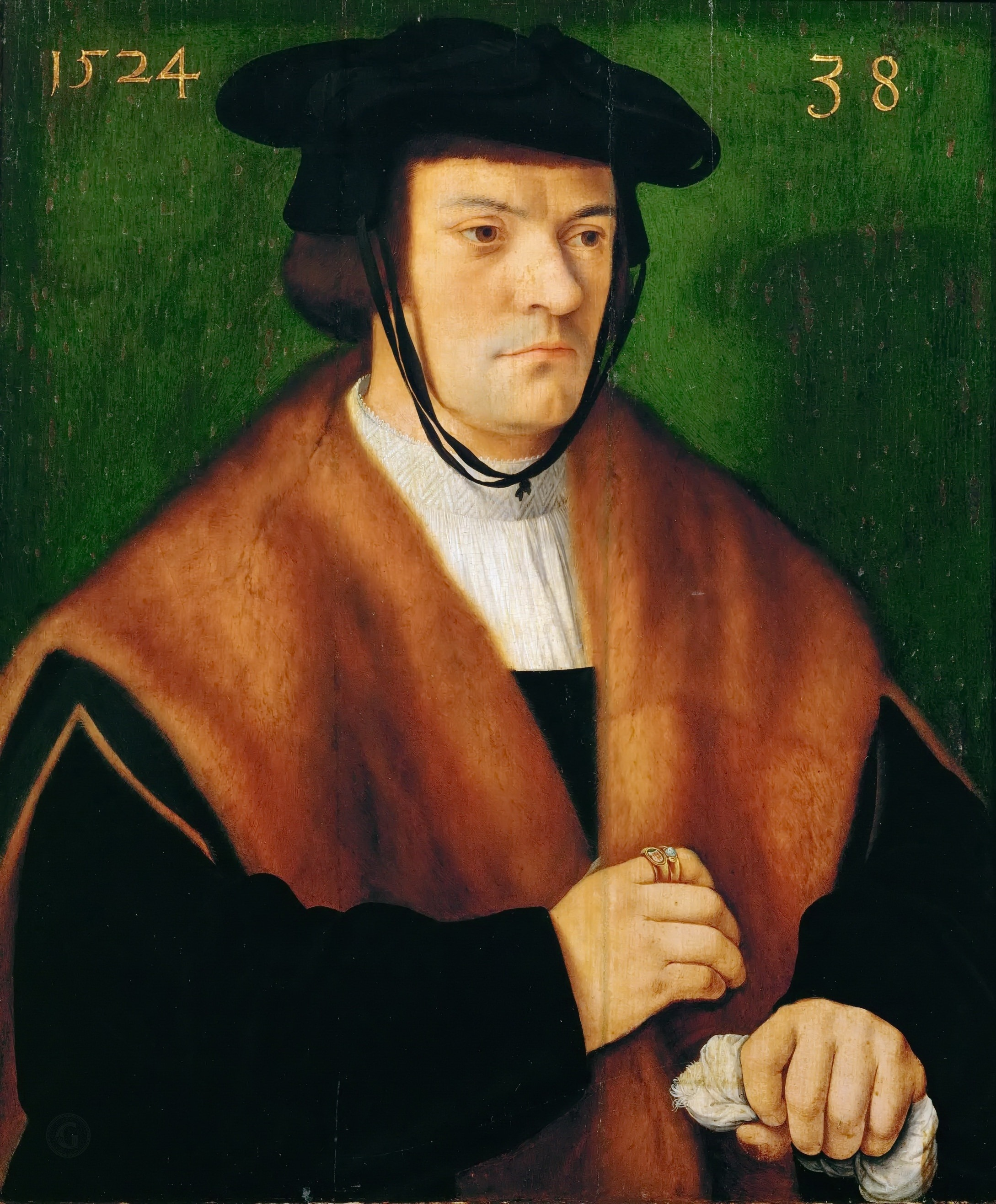
Portret mężczyzny (1524), Kunsthistorisches Museum Wiedeń
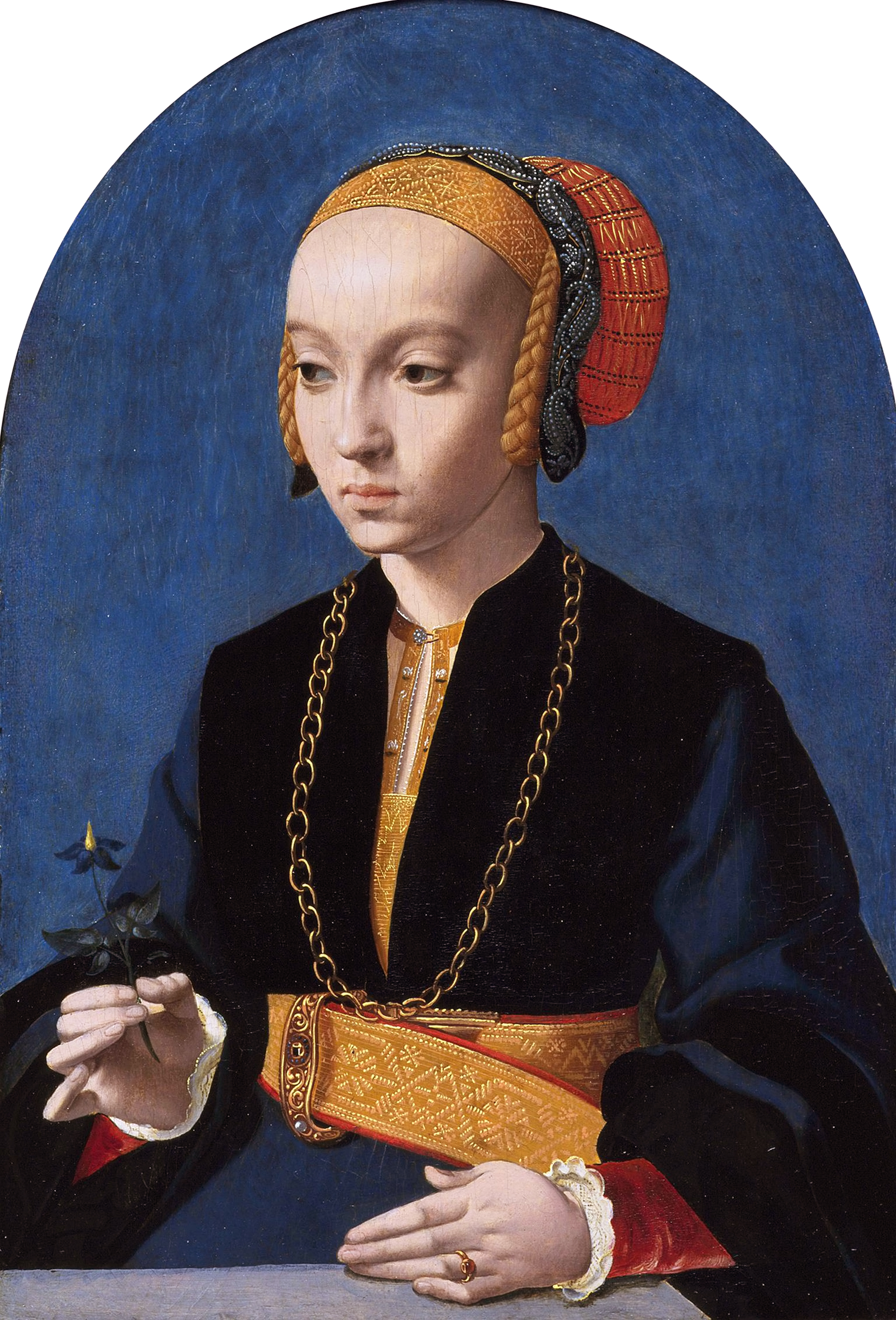
Portret młodej dziewczyny (1538), Mauritshuis Haga
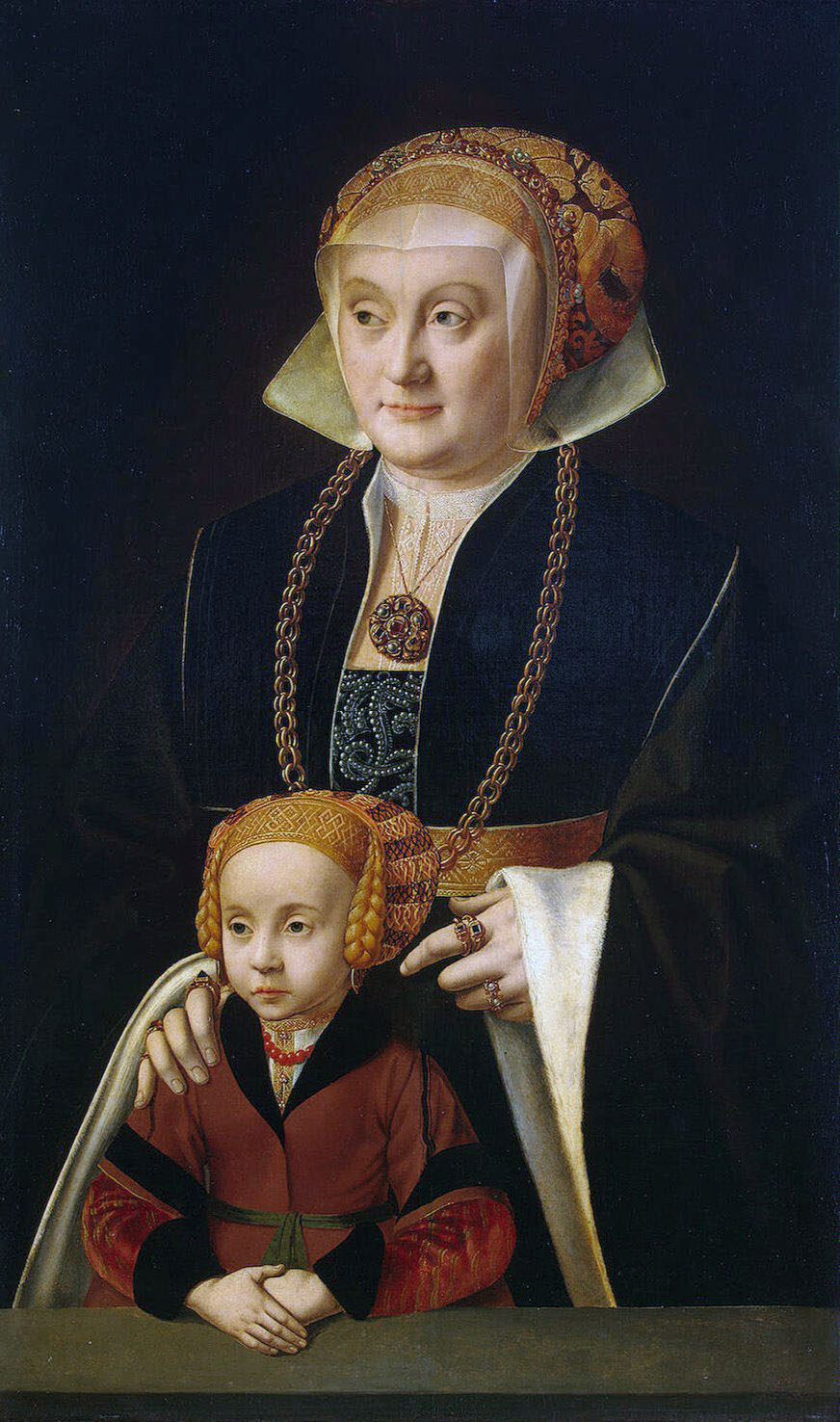
Portret kobiety z córką (ok. 1540), Ermitaż Sankt Petersburg
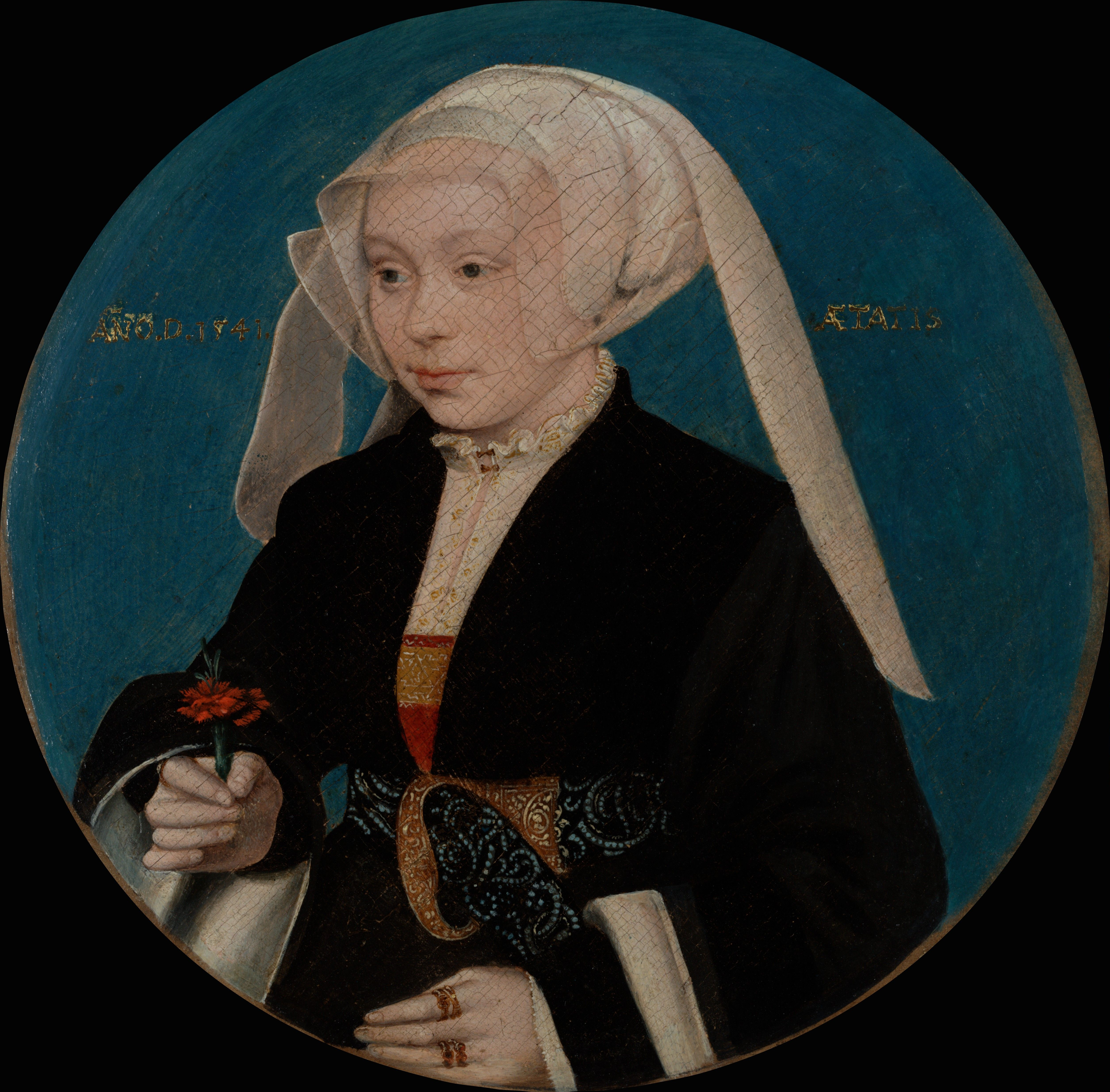
Portret kobiety (1541), Yale University Art Gallery